# إرنست كوهلر
إرنست كوهلر (بالإنجليزية: Ernest Koehler)‏ هو منافس ألعاب قوى أمريكي، ولد في 24 نوفمبر 1903، وتوفي في مايو 1960.

## وصلات خارجية
- إرنست كوهلر على موقع أوليمبيديا (الإنجليزية)